# W-D4
W-D4（ダブディフォー）は、Smith11、KON、yows-k、Roshiの4人で構成される日本のロックバンド。2006年滋賀県での結成後、同年に一時解散。2008年に再結成後、2009年に拠点を沖縄に移し4年間活動したのち、2012年に再び滋賀県に拠点を戻して活動している。愛称は「ダブディ」。
バンド名の由来は、カードゲーム『UNO』に由来している。
W-D4メンバーの4人は、10代半ばより音楽に目覚めるも、それぞれがジャンルの異なる音楽活動（ハンド）をしていた。その後、そんな4人が偶然集まりW-D4を結成することになる。
異色の4人がそれぞれのカラーを持ち寄り、何色にでもなれる「UNO」の無敵のカード、Wild Draw Fourカード（ワイルド・ドロー4）にちなんでその頭文字をとりW-D4と名付けられた。

## メンバー
Smith11（スミス）
担当 ボーカル、誕生日 1984年2月27日、血液型 O
W-D4の初期メンバー。W-D4のリーダーを担当する。
KON（コン）
担当 ギター・ボーカル、誕生日 1983年7月29日、血液型 O
W-D4の初期メンバー。イケメン担当。
yows-k（ヨースケ）
担当 ベース、誕生日 1983年12月12日、血液型 O
W-D4の初期メンバー。MC担当。ライブ中ではMC・盛り上げ役を主に担当する。ライブを裸足で行うことが多い。
Roshi（ロシ）
担当 ドラム、誕生日 1984年12月11日、血液型 A
2012年3月11日に行われた滋賀ビーフラットでのワンマンライブで、電撃加入。メンバー内ではチャラ男と認識されている。

## 略歴
2006年
- 1月、地元滋賀の練習小屋にて結成。
- 4月、滋賀cocozaにて初ライブ。tickらと共演。
- 5月、1st demo CD「W-D4」完成。ライブ会場にて発売。
- 9月、W-D4解散。

2008年
- 8月、W-D4再結成。本拠地を沖縄へ移すことを決断する。
- 12月、2nd demo CDが完成。
- 12月、12/7地元のダイニング居酒屋湖太郎にて「行ってきますLIVE」敢行。

2009年
- 11月、琉美音楽祭にてグランプリを獲得する。また、メンバーナレーションによる琉球美容専門学校のラジオCMにて「summer carnival」が起用される。

2010年
- 4月、サポートキーボードのojooが正式加入する。
- 5月、初関西ツアーをSARFと共に敢行。地元滋賀でのライブは総動員約230名。
- 8月、8/22那覇マイルストーンのライブをもってojooが脱退する。
- 11月、コンピアルバム「DIARY」発売。西日本DIARYツアーをat home MaMと共に敢行。
- 11月、地元滋賀、守山Blueにて自主企画「MUZIC'S PAINT vol.1」開催。
- 12月、石垣島ツアーをjack night crewと共に敢行する。
- 12月、ラジオ「Get Groooovy!!!」を開始する。
- 12月、ヒューマンステージのカウントダウンライブ出演にてZENが脱退する。

2011年
- 4月、滋賀県東近江市びわこjazzフェスティバルのメインステージとサブステージに出演。（サポートDr・ヤッシー）
- 6月、1st mini album 「nest」発売。宜野湾ヒューマンステージにて「MUZIC'S PAINT vol.2」開催。
- 7月、PEACEFUL LOVE ROCK FESTIVAL2011にオーディション枠を勝ち取り出場。
- 7月、シーポート北谷カーニバルにて準優勝を勝ち取る。
- 9月、台風の中、地元滋賀にて初ワンマンライブを敢行する。また、ojooと再共演、金沢富山大阪にてライブ。
- 10月、TV番組「リフォームセレクション匠倶楽部」内の挿入歌で「frisbee」が起用される。
- 11月、Twitterフォロワー1週間で1000人大作戦を行うが、1000人は越えたが時間内に達成できず。フォロワーに感謝の気持ちを込めtogetherとthankfulを制作し、YouTubeにて発表する。
- 12月、長崎、福岡ツアーをNuchiと共に敢行する。

2012年
- 2月、沖縄にて初ワンマンライブを行う、動員約65名。
- 3月、「W-D4 LIVE GROOOOVY 2012 SPRING TOUR 〜HAND to HAND〜」にてW-D4初となる東京、京都含む全6箇所を回る。
- 3月、3/11滋賀ビーフラットのワンマンライブでRoshiが電撃加入。総動員106名。
- 4月、「びわこJAZZフェスティバル2012」に出演。
- 6月、オキラジとの共同企画イベント「ON AIR LIVE」開催。
- 6月、滋賀県なめたら水止めるツアーvol.1開催。滋賀県のお客様が沖縄に上陸。LIVE、BBQ等で盛り上がる。
- 6月、オキラジにて1年半、笑いと感動をお届けしたラジオ番組「W-D4のGet Groooovy!!!」が終了。
- 7月、滋賀県彦根市荒神山にて行われたチャリティー野外フェス「SAVE THE BIRTHDAY2012」に出演。
- 8月、本拠地を滋賀に戻す。
- 8月、滋賀県のradio sweetにて笑いと感動をお届けするべくラジオ番組「W-D4のGet Groooovy!!!」が復活。
- 9月、「イナズマロックフェス　2012」に出演。
- 9月、滋賀守山Blueにて「MUZIC'S PAINT Vol,4」開催。チケットソールドアウト。

2013年
- 3月、「GET RIDE」のPV完成。サビ部分のダンスが話題に。
- 4月、4/6滋賀U☆STONEにて「MUZIC'S PAINT vol.5-『Light』tour2013 先行発売ワンマンの巻」開催。※3/31に430枚のチケットをソールドアウト。（2012年8月滋賀に帰ってきて以来、初ワンマンとなる）
- 4月、「びわこJAZZフェスティバル2013」に出演。
- 4月、4/24 初の全国発売アルバム「Light」リリース。
- 6月、「thankful」のPV完成。壊れたマイクの修理の仕方が話題に。
- 6月、季節外れの嵐の中、石山U-STONEにて「MUZIC'S PAINT vol.6」開催。※来場者限定でプレミアムDVDプレゼント。
- 8月、「EAT THE ROCK 2013」に出演
- 8月、東近江市ひばり公園にて開催「コトナリエサマーフェスタ2013」に出演。雨は免れたものの、一時停電のアクシデント。
- 9月、9/21 「イナズマロックフェス 2013」に出演
- 10月、コンピアルバム「DIARY」の売上金の一部でカンボジアでの井戸設置に協力。無事綺麗な水が出たと報告を受ける。
- 10月、石山U-STONEにて「MUZIC'S PAINT vol.7」開催。
- 10月、滋賀県なめたら水止めるツアーvol.2開催。ダブクルーと沖縄へ。那覇桜坂セントラルにて「MUZIC'S PAINT vol.8」開催。
- 12月、沖縄時代から約三年間、笑いと感動をお届けしてきたラジオ番組「W-D4のGetGroooovy!!」が惜しまれつつも終了。
- 12月、下北沢ReGにて「MUZIC'S PAINT vol.9 忘年会SP! 〜W-D4が東京で初企画の巻〜」開催。

2014年
- 1月、FM滋賀にて「W-D4のダブレディオ」スタート。番組内の企画でメンバーの素顔を暴露されまくる。
- 2月、雨の中、野洲BARI-HARIにてワンマンライブ「MUZIC'S PAINT vol.10」開催。バレンタインが近かったため、KON、yows-k、RoshiがPerfumeに扮し「チョコレイト・ディスコ」を披露。
- 3月、雪の中、日野町町民会館わたむきホール虹 大ホールにてワンマンライブ開催。
- 11月、 滋賀ハックルベリーpresents「New media market TOUR 2014」に出演

2015年
- 6月、「MUZIC'S PAINT vol.16 〜ファンキーナイトスリーマンの巻〜」に出演
- 6月、「STOMPIN'NITE GP BOWL -Out Break-」に出演
- 7月、「UCHUSENTAI:NOIZ × ESAKA MUSE Presents RAVE UP BIG BOMBER CAMP 2015」に出演
- 8月、「MUZIC'S PAINT vol.18」に出演
- 8月、「SAVE THE BIRTHDAY 2015」に出演
- 10月、「ジャニス・イン・ワンダーランド」に出演

## ラジオ
- W-D4のGet Groooovy!!! (放送終了)
- W-D4のダブレディオ(放送中)[2]

## ディスコグラフィー

### シングル
|     | 発売日       | タイトル     | 規格   | 規格品番  | 備考                                                |
| --- | ------------ | ------------ | ------ | --------- | --------------------------------------------------- |
| 1st | 2014年8月8日 | ダブシングル | 12cmCD | ARWD-1402 | 1. HoneyBee 2. Tequila!! 3. one love 4. goodmorning |

### アルバム
|              | 発売日                      | タイトル | 規格   | 規格品番            | 備考 |
| ------------ | --------------------------- | -------- | ------ | ------------------- | --- |
| 1st          | 2013年4月24日 2014年11月7日 | Light    | 12cmCD | SBWD-1301 ARWD-1301 | 1. intro 2. GET RIDE 3. That's all"Light" 4. 湖人魂 -kotodama- 5. 想風 -ウムイカジ- 6. Paaaary‼ 7. mahaloha 8. なぁ… 9. home 10. thankful 11. 手に入れたいモノ 12. ※Bonus track           |
| 2nd          | 2015年8月26日               | DAVALBUM | 12cmCD | OMWD-1501           | 1. Introduction 2. SCREAM 3. ダブアタック 4. Oh.Yeaaaah!! 5. just a feeling 6. おやすみ 7. 夕暮ラデーション 8. MDK-C 9. サマー様々 10. lalala 11. 華火 12. Summer Lovers 13. holic -REMIX |
| ミニアルバム |                             |          |        |                     | |
| 1st          | 2011年6月5日                | -nest-   | 12cmCD |                     | 1. Frisbee 2. COLOR 3. 華火 4. Yeah...oh 5. one love |

### DVD
|     | 発売日       | タイトル     | 規格品番  | 備考                                                             |
| --- | ------------ | ------------ | --------- | ---------------------------------------------------------------- |
| 1st | 2014年2月9日 | 1st LIVE DVD | MPWD-1401 | 1. GET RIDE 2. Yeah...oh 3. one love 4. 手に入れたいモノ 5. 華火 |

### 参加作品
| 発売日         | タイトル | 規格   | 規格品番 | 備考            |
| -------------- | -------- | ------ | -------- | --------------- |
| 2010年11月21日 | DIARY    | 12cmCD | GTRV-004 | 1.Get ride 2.星 |